# Complessi di petroglifi dell'Altai mongolo
I complessi di petroglifi dell'Altai mongolo, sono un gruppo di petroglifi e di monumenti funerari situati in tre siti archeologici nella provincia semi-autonoma kazaka di Bayan-Ölgii, nell'ovest della Mongolia, nella catena montuosa dell'Altaj. Nel 2011 il sito è stato inserito nella lista dei patrimoni dell'umanità dell'UNESCO. I graffiti coprono un periodo di 12000 anni; i più antichi risalgono a 11000 anni addietro mentre i più recenti al 6000 a.C..

## Descrizione
I tre siti si trovano in alte valli montane, create dai ghiacciai nel pleistocene:
- Valle dei fiumi Tsagaan Salaa e Baga Oigor, nel distretto di Ulaanhus[2];
- Valle dell'alto Tsagaan Gol;
- Valle dell'Aral Tolgoi.

Nell sito della valle del Tsagaan Gol sono presenti dei graffiti di cervi nello stesso stile di quelli della stele del Cervo.